# الرفيق (فلم 2022)
الرفيق (بالإنجليزية: Significant Other) هو فيلم رعب خيال علمي أمريكي لعام 2022 من تأليف وإخراج دان بيرك وروبرت أولسن، ومن بطولة مايكا مونرو وجيك لاسي، أصدر الفيلم على خدمة البث المباشر باراماونت+ في 7 أكتوبر 2022.

## روابط خارجية
- مقالات تستعمل روابط فنية بلا صلة مع ويكي بيانات